# オディッセアス・ヴラホディモス
オディッセアス・ヴラホディモス（Odisseas Vlachodimos、ギリシャ語:Οδυσσέας Βλαχοδήμος、1994年4月26日 - ）は、ドイツ・シュトゥットガルト出身のプロサッカー選手。ギリシャ代表。ラ・リーガ・セビージャFC所属。ポジションは、ゴールキーパー。

## 経歴

### クラブ
2002年にVfBシュトゥットガルトの下部組織に入団。ユース年代から高い評価を受け、2011年のフリッツ・ヴァルター・メダルU-17部門で銅メダルを受賞した。2012年2月、3. リーガ・1.FCハイデンハイム戦でリザーブチーム初出場。2012年6月、2015年6月までのプロ契約を結んだ。2014年4月、2017年6月まで延長。2015年8月のアイントラハト・フランクフルト戦でブンデスリーガデビュー。
2016年1月、パナシナイコスFCに移籍、2019年夏までの契約を結んだ。4月、ヴェリアFC戦で移籍後初出場。2018年5月18日、SLベンフィカと5年契約を結んだ。2023年9月1日、ノッティンガム・フォレストFCに4年契約で移籍した。加入後は、同じく新加入のマット・ターナーの控えにとどまり、一時はターナーの不調もあって先発に抜擢される時期もあったが、自身も低調なパフォーマンスが続いたことから、チームが冬にマッツ・セルスを獲得すると、以降はベンチ入りすら厳しい状況となった。2024年6月30日、ニューカッスル・ユナイテッドFCへ完全移籍することが発表された。
2025年8月12日、セビージャFCへ期限付き移籍することが発表された。

### 代表
自身はドイツで生まれ育ったが、両親がギリシャ人のためドイツ代表とギリシャ代表のいずれかでプレーする権利を有していた。
ユース年代ではドイツ代表を選択し、UEFA U-17欧州選手権2011、2011 FIFA U-17ワールドカップ、UEFA U-21欧州選手権2017に参加した。
その後、ギリシャ代表への鞍替えを決断。2018年11月9日、UEFAネーションズリーグのフィンランド戦とエストニア戦に参加するメンバーに選出された。11月15日、同フィンランド戦に出場しギリシャ代表デビューを飾った。

## タイトル
SLベンフィカ
- プリメイラ・リーガ：2018-19, 2022-23
- スーペルタッサ・カンディド・デ・オリベイラ：2019, 2023